# パノラマ・ロード
パノラマ・ロード、パノラマ・ライン、パノラマ街道（独: Panoramastraße）、スカイラインなどは、道路のうち、特に眺望に重きを置いた呼称。日本では山間部の道路の愛称として定められることが多い。以下のような物が存在する。
パノラマ・ロード：
- 富士山すそのパノラマロード - 静岡県裾野市。東名高速道路裾野インターチェンジから富士山へ続く道[1]
- パノラマロード江花 - 北海道上富良野町[2]
- 美瑛パノラマロード - 北海道美瑛町[3]
- 噴火湾パノラマロード - 北海道八雲町。北海道立噴火湾パノラマパークから国道5号へ向かう白樺並木道[4]。渡島総合振興局製作動画「その先の、道へ。北海道」の撮影地[5]
- 北アルプスパノラマロード - 長野県道306号有明大町線の別名[6]
- 徳島県三好市池田町にあるドライブコース。阿讃西部広域農道と隣接している。全線舗装。地元の集落への連絡道も兼ねている。

パノラマ・ライン：
- 阿蘇パノラマライン
- つまごいパノラマライン
- ニセコパノラマライン - 北海道道66号岩内洞爺線
- 松島パノラマライン
- 岩手山パノラマライン

パノラマ街道：
- 上毛三山パノラマ街道